# Neobuthus factorio
Neobuthus factorio é uma espécie de escorpião da família Buthidae, encontrada na Somalilândia.

## Taxonomia
Espécimes de N. factorio podem ter sido coletados e categorizados provisoriamente como Neobuthus ferrugineus desde 2012. Os exemplares puderam ser considerados uma espécie separada após expedições de coleta ao Chifre da África terem disponibilizado mais material para estudo entre 2016 e 2018. A espécie foi batizada em homenagem a Factorio, um jogo criado pelo filho da autoridade taxonômica.

## Descrição
Há considerável dimorfismo sexual na espécie, com machos medindo 17–19 mm de comprimento e fêmeas medindo 24–27 mm. Os pedipalpos são relativamente esguios, com textura finamente granulada e fosca nos machos, e textura lisa e lustrosa nas fêmeas. A cor base da carapaça é um amarelo pálido, com padrões escuros nas pernas, pedipalpos e no metasoma.

## Distribuição
A espécie pode ser encontrada na Somalilândia, em áreas rochosas semi-desérticas, ocasionalmente próximo a leitos de rio. As localidades da espécie estão muito próximas às localidades em que foram achados espécimes de Neobuthus berberensis.